# イクラゼパム
イクラゼパム（英：Iclazepam、Clazepam）はベンゾジアゼピン誘導体である薬物である。他のベンゾジアゼピン誘導体と同様の鎮静薬・抗不安薬としての作用があり、クロルジアゼポキシドと同程度の効力がある。
イクラゼパムは、N1窒素上にシクロプロピルメトキシエチル基で置換されたノルダゼパムの誘導体である。体内に入ると、イクラゼパムはすぐにノルダゼパムとそのN-(2-ヒドロキシエチル)誘導体に代謝され、これが主に作用の原因と考えられている。

## 関連記事
- ベンゾジアゼピンの一覧